# Laitakari-Häyrysenniemi-Purjekari
Laitakari-Häyrysenniemi-Purjekari este o arie protejată (arie specială de conservare — SAC, sit de importanță comunitară — SCI) din Finlanda întinsă pe o suprafață de 91 ha, integral pe uscat.

## Localizare
Centrul sitului Laitakari-Häyrysenniemi-Purjekari este situat la coordonatele 65°14′01″N 25°16′54″E / 65.2336°N 25.2817°E.

## Înființare
Situl Laitakari-Häyrysenniemi-Purjekari a fost declarat sit de importanță comunitară în august 1998 pentru a proteja 3 specii de plante. Situl a fost protejat și ca arie specială de conservare în aprilie 2015.

## Biodiversitate
Situată în ecoregiunea boreală, aria protejată conține 8 habitate naturale: Lagune de coastă, Golfuri mici largi și golfuri puțin adânci, Pășuni de coastă din Baltica boreală, Mlaștini turboase de tranziție și turbării mișcătoare, Păduri naturale în etape succesive primare ale suprafețelor emergente de coastă, Păduri fino-scandinave bogate în ierburi cu Picea abies, Mlaștini împădurite, Vegetație perenă pe țărmurile stâncoase.
La baza desemnării sitului se află mai multe specii protejate de  plante (3): Alisma wahlenbergii, Hippuris tetraphylla, Primula nutans.
Pe lângă speciile protejate, pe teritoriul sitului au mai fost identificate 6 specii de plante.